# Politický kompas

Schematické znázornění politického spektra na politickém kompasu rozšiřuje značně zjednodušené politické dělení na levicové a pravicové

Politický kompas je test politické orientace, který byl vytvořen britskou společností Pace News Limited, kterou vlastní žurnalista Wayne Brittenden a která sídlí na Novém Zélandu. Konkrétní autoři kompasu ovšem nejsou známi. Výsledek testování se zobrazuje v rovině, zohledňuje tedy polohu nejen na levo–pravé (ekonomické), ale i na libertariárně–autoritativní (sociální) ose.

## Dělení
Politický kompas měří politické názory sledovaných na dvou osách:
Ekonomická osa (levo–pravá) měří pohled na to, jak by měla být řízena ekonomika: „levice (left)“ označuje touhu po ekonomice řízené kolektivním, navzájem spolu kooperujícím útvarem (ať už státem nebo menšími federativními celky jako jsou družstva, odbory, komuny, samosprávy pracujících), zatímco „pravice (right)“ označuje touhu po ekonomice, která je ponechána na volné soutěži zúčastněných organizací a individuí (ekonomika řízená trhem).
Sociální osa (libertariárně–autoritativní) měří názory v otázkách osobní svobody: „libertarianismus (libertarian)“ označuje touhu po maximální osobní svobodě, „autoritarismus (authoritarian)“ naproti tomu vyjadřuje přesvědčení, že by se měl člověk podřídit autoritám.

## Kritika
Organizace spravující politický kompas na svých webových stránkách nezobrazuje detailnější informace o metodice, skrze jakou politické pozice vypočítává. Řada novinářů, včetně Toma Utleye (The Telegraph) nebo Briana Patricka Mitchella, proto kritizovala jeho validitu.